# Bb u ok?
bb u ok? là album phòng thu thứ 2 của nhà sản xuất âm nhạc Hà Lan San Holo, được xuất bản vào ngày 4 tháng 6 năm 2021 thông qua các hãng phát hành: bitbird, Counter Records, và Liquid State.

## Quá trình sản xuất
ALbum được ghi âm từ tháng 9 năm 2019 cho đến tháng 1 năm 2020. Cũng như Album1, album này cũng được thu âm ở một phòng thu tại gia, nơi San Holo thuê thông qua ứng dụng Airbnb, nhưng lần này là ở Echo Park, Los Angeles. Anh kể rằng: "Tôi đã viết bb u ok? cho một chương mới của cuộc đời sau khi kết thúc một mối quan hệ. Tôi đã học cách giải quyết những gì xảy ra 'sau khi chia tay'. Tôi đã bay đến LA, bắt đầu viết và viết, cố gắng thể hiện những gì tôi đã cảm nhận trong vài tháng qua. Sự thay đổi của khung cảnh chắc chắn đã hữu ích, trở lại LA (giống những gì tôi đã làm với album1) đã gợi lại một vài kỉ niệm đẹp về chương trước đó của cuộc đời tôi." San Holo dự kiến phát hành album vào năm 2020, nhưng điều đó đã không thể xảy ra do Đại dịch COVID-19.

## Ý nghĩa
—San Holo trả lời Billboard.
Trong một bài phỏng vấn, San Holo khẳng định rằng bb u ok? là dự án đậm chất riêng nhất của anh, thứ mà theo anh là "chỉ là tôi cố gắng thử nghiệm theo hướng indie hơn, giữ nguyên các yếu tố âm thanh và cảm xúc của một bài hát đậm chất San Holo." Anh cũng khẳng định rằng, trong khi album1 là "tôi lúc đang yêu", bb u ok? "hoàn toàn mang năng lượng của một mối tình đã kết thúc. Không hẳn là năng lượng xấu, mà kiểu như 'Được rồi, chuyện gì xảy ra sau mối tình đó và bạn làm thế nào để giải quyết chuyện này, làm thế nào để bước tiếp?' Sự buồn vui lẫn lộn của điều đó, những kỷ niệm đẹp nhưng thực tế đáng buồn là mối tình đó không thành công, chẳng hạn."
San Holo tuyên bố album là "post-EDM, chịu ảnh hưởng của indie và post-rock." Tờ Dancing Astronaut nhận định "LP này được trau chuốt với những ảnh hưởng của âm nhạc đương đại, bao gồm indie-electronic, ambient, lo-fi và future bass. Những điểm nhấn trong album này là những vòng hoà thanh guitar mang đậm chất San Holo, những đoạn lead bằng synth điện tử, và chất trữ tình không qua chọn lọc."
Tiêu đề của album là "một lời nhắc nhở để hỏi người khác họ đang cảm thấy thế nào". San Holo nói rõ thêm rằng anh đã cảm thấy như vậy, mặc dù mọi người đều được kết nối với nhau thông qua mạng xã hội và điện thoại, "Tôi cảm thấy chúng ta đã quá mất kết nối với nhau theo một cách nào đó".

## Phát hành
Vào ngày 5 tháng 11 năm 2020, San Holo thông báo tạm ngừng sử dụng mạng xã hội, "để làm sạch tâm trí và sống khoảnh khắc này thêm một chút nữa". Anh cũng khẳng định rằng: "Hãy sớm bắt đầu một chương mới!" 21 ngày sau, anh thông báo phát hành đĩa đơn "bb u ok?" vào ngày 1 tháng 12, bắt đầu "một chương mới" trong sự nghiệp của mình. Đây là bài nhạc đầu tiên của San Holo được phát hành trên Counter Records.
Ngày 27 tháng 1 năm 2021, San hé lộ "thông báo lớn nhất trong lịch sử San Holo", sẽ diễn ra vào ngày 3 tháng 2. Thông báo là về album phòng thu thứ hai của anh, bb u ok?, cùng với đĩa đơn thứ hai, "find your way". Album được dự định xuất bản ngày 21 tháng 5 thông qua bitbird, hãng thu âm độc lập của chính mình, và Counter Records. Sau đó, anh tiếp tục xuất bản "IT HURTS!" vào ngày 10 tháng 3, "black and white" và "MY FAULT" vào ngày 14 tháng 4. Ngày 6 tháng 5, San Holo thông báo hoãn ngày ra mắt của album đến ngày 4 tháng 6. Ngày 22 tháng 5, anh xuất bản "you've changed, i've changed", với sự hợp tác của Chet Porter. Ngày 24 tháng 5, anh thông báo một tour diễn Bắc Mỹ để quảng bá album của mình.
bb u ok? được phát hành vào ngày 4 tháng 6 năm 2021 dưới định dạng đĩa than, băng cassette, đĩa CD và các nền tảng phát nhạc trực tuyến.

## Đánh giá chuyên môn
| Đánh giá chuyên môn | Đánh giá chuyên môn |
| Nguồn đánh giá      | Nguồn đánh giá      |
| Nguồn               | Đánh giá            |
| ------------------- | ------------------- |
| PopMatters          | 7/10                |
| de Volkskrant       | [ 20 ]              |

Tạp chí OOR nói rằng album có "những bài hát tuyệt vời" và khẳng định: "bb u ok? có lẽ mang hơi thở của căn gác mái nơi Sander van Dijck học chơi guitar thay vì những sàn nhảy nơi San Holo giành chiến thắng. Dĩ nhiên, điều đó có thể hoàn toàn khác với album thứ 3." Tờ de Volkskrant thì đánh giá album 4/5. Theo Matthew Meadow đến từ trang Your EDM, "sự kết hợp của những hợp âm guitar da diết, giọng hát đã qua xử lý, bản dạ khúc thanh tú của các synth điện tử xuyên suốt album, đã làm rõ ràng hơn, mang lại nhiều sắc thái hơn, ý nghĩa hơn bao giờ hết." Trang Dancing Astronaut nhận định album "là một hành trình duyên dáng về chuyện tình của một nhà sản xuất âm nhạc người Hà Lan, khi San Holo chọn lọc các mảnh ghép qua 20 bản nhạc tràn đầy cảm xúc, mang đến một trải nghiệm âm nhạc thể hiện những tình cảm của anh ấy theo cách thô sơ và chân thực nhất." Tạp chí PopMatters thì cho rằng "hầu hết mọi bản nhạc đều diễn ra giống như chu kỳ đau buồn khép kín của chính nó, với nỗi buồn chuyển thành sự tức giận, theo sau là sự giải toả cảm xúc vô cùng đẹp, tựa như mọi cảm xúc đều được giải phóng hết ra bên ngoài."

## Danh sách các bài nhạc
Tất cả những bài nhạc đều được sản xuất và được phối bởi Sander van Dijck. Bên cạnh Sander van Dijck, "the great clown Pagliacci" còn có sự tham gia phối khí của Tim Biesta.
| bb u ok? track listing | bb u ok? track listing                           | bb u ok? track listing                                                                   | bb u ok? track listing         | bb u ok? track listing |
| STT                    | Nhan đề                                          | Sáng tác                                                                                 | Sản xuất bởi                   | Thời lượng             |
| ---------------------- | ------------------------------------------------ | ---------------------------------------------------------------------------------------- | ------------------------------ | ---------------------- |
| 1.                     | "i am thinking of you"                           | Sander van Dijck Aaron Carmack                                                           | San Holo Mr. Carmack           | 1:30                   |
| 2.                     | "IT HURTS!"                                      | Sander van Dijck Rutger van Woudenberg                                                   | San Holo                       | 3:48                   |
| 3.                     | "new one" (ft. Bipolar Sunshine)                 | Sander van Dijck van Woudenberg Adio Marchant Taine Greening                             | San Holo Hundaes               | 3:39                   |
| 4.                     | "bb u ok?"                                       | Sander van Dijck van Woudenberg                                                          | San Holo The Nicholas          | 3:22                   |
| 5.                     | "black and white"                                | Sander van Dijck van Woudenberg                                                          | San Holo The Nicholas          | 4:01                   |
| 6.                     | "i just wanna fucking cry" (ft. The Nicholas)    | Sander van Dijck van Woudenberg Greening Annie Schindel Daan Havenith Steve James        | San Holo The Nicholas Hundaes  | 2:54                   |
| 7.                     | "heal (↑%)"                                      | Sander van Dijck van Woudenberg Tim Biesta                                               | San Holo The Nicholas          | 3:42                   |
| 8.                     | "lonely in LA"                                   | Sander van Dijck van Woudenberg                                                          | San Holo The Nicholas          | 2:58                   |
| 9.                     | "the great clown Pagliacci"                      | Sander van Dijck van Woudenberg Benjamin Hudson McIldowie Goody Grace Stephen Feigenbaum | San Holo McIldowie Johan Lenox | 1:28                   |
| 10.                    | "i get lonely around people, too"                | Sander van Dijck van Woudenberg Stuart Thomas                                            | San Holo Mountain Range        | 5:37                   |
| 11.                    | "thoughts and chemicals" (ft. American Football) | Sander van Dijck Michael Kinsella Nathan Kinsella Stephen Michael Holmes Steven Lamos    | San Holo                       | 4:24                   |
| 12.                    | "MY FAULT"                                       | Sander van Dijck van Woudenberg                                                          | San Holo The Nicholas          | 5:22                   |
| 13.                    | "make this moment last"                          | Sander van Dijck van Woudenberg Biesta                                                   | San Holo                       | 3:16                   |
| 14.                    | "find your way" (ft. Bipolar Sunshine)           | Sander van Dijck van Woudenberg Marchant                                                 | San Holo                       | 3:45                   |
| 15.                    | "do you see me?"                                 | Sander van Dijck Greening                                                                | San Holo Hundaes               | 3:26                   |
| 16.                    | "FEELS RIGHT"                                    | Sander van Dijck van Woudenberg Thomas Michael Henry Smith                               | San Holo                       | 4:18                   |
| 17.                    | "ewing street"                                   | Sander van Dijck van Woudenberg                                                          | San Holo The Nicholas          | 2:18                   |
| 18.                    | "wheels up" (ft. Weezer)                         | Sander van Dijck Rivers Cuomo                                                            | San Holo                       | 3:17                   |
| 19.                    | "you've changed, i've changed" (ft. Chet Porter) | Sander van Dijck van Woudenberg Chet Porter                                              | San Holo The Nicholas Porter   | 5:12                   |
| 20.                    | "one more day" (ft. Mija & Mr. Carmack)          | Sander van Dijck van Woundenberg Carmack                                                 | San Holo Carmack               | 4:39                   |
| Tổng thời lượng:       | Tổng thời lượng:                                 | Tổng thời lượng:                                                                         | Tổng thời lượng:               | 72:56                  |

## Các bảng xếp hạng
| Bảng xếp hạng (2021)                          | Vị trí cao nhất |
| --------------------------------------------- | --------------- |
| Album Hoa Kỳ Top Sales (Billboard)            | 46              |
| Album Hoa Kỳ Top Dance/Electronic (Billboard) | 3               |
| Album Hoa Kỳ Heatseekers (Billboard)          | 5               |